# Garcinia portoricensis
Garcinia portoricensis är en tvåhjärtbladig växtart som först beskrevs av Ignatz Urban, och fick sitt nu gällande namn av Alain H. Liogier. Garcinia portoricensis ingår i släktet Garcinia och familjen Clusiaceae. Inga underarter finns listade i Catalogue of Life.